# Euphyia ochreata
Euphyia ochreata är en fjärilsart som beskrevs av Moore 1888. Euphyia ochreata ingår i släktet Euphyia och familjen mätare. Inga underarter finns listade i Catalogue of Life.